# Nógrádszakál
Nógrádszakál – wieś i gmina w północnej części Węgier, w pobliżu miasta Szécsény. Miejscowość leży na obszarze Średniogórza Północnowęgierskiego, w pobliżu granicy ze Słowacją. Administracyjnie należy do powiatu Szécsény, wchodzącego w skład komitatu Nógrád.
Gmina Nógrádszakál liczy 580 mieszkańców (2009) i zajmuje obszar 18,79 km².